# Buick Envision Plus
Der Buick Envision Plus ist ein Sport Utility Vehicle der chinesischen Automarke Buick. Es wird bei SAIC General Motors in Yantai produziert und ist zwischen Envision S und Enclave positioniert.

## Modellgeschichte
Vorgestellt wurde das Fahrzeug, das mit fünf oder sieben Sitzplätzen erhältlich ist, im April 2021 im Rahmen der Shanghai Auto Show. In China kam der Envision Plus im Juni 2021 auf den Markt. Eine umfangreich überarbeitete Version des Fahrzeugs debütierte im Mai 2023. Sie kam gut ein Jahr später in den Handel. Der Wagen baut auf dem 2020 eingeführten Envision S auf.

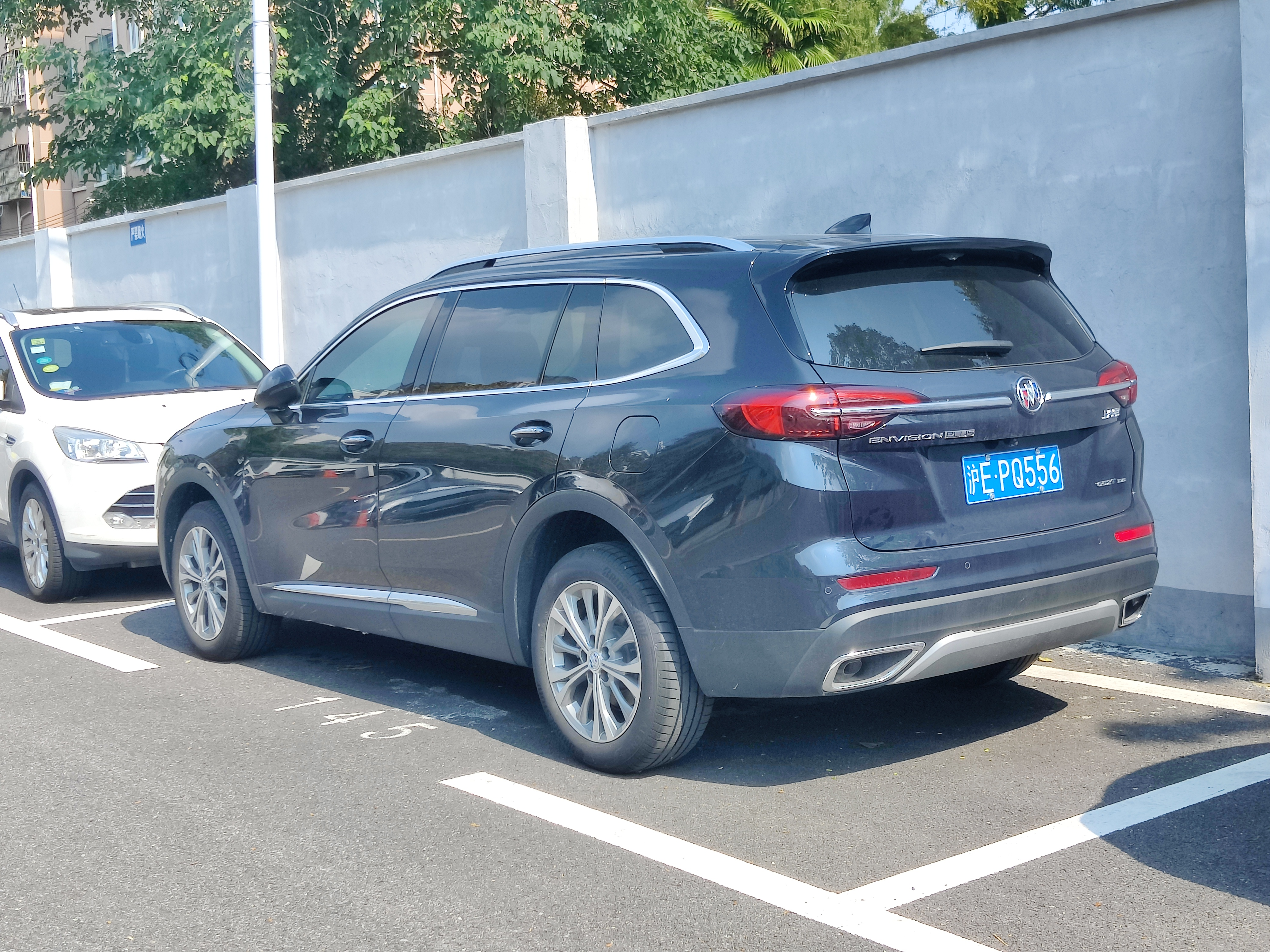
Heckansicht
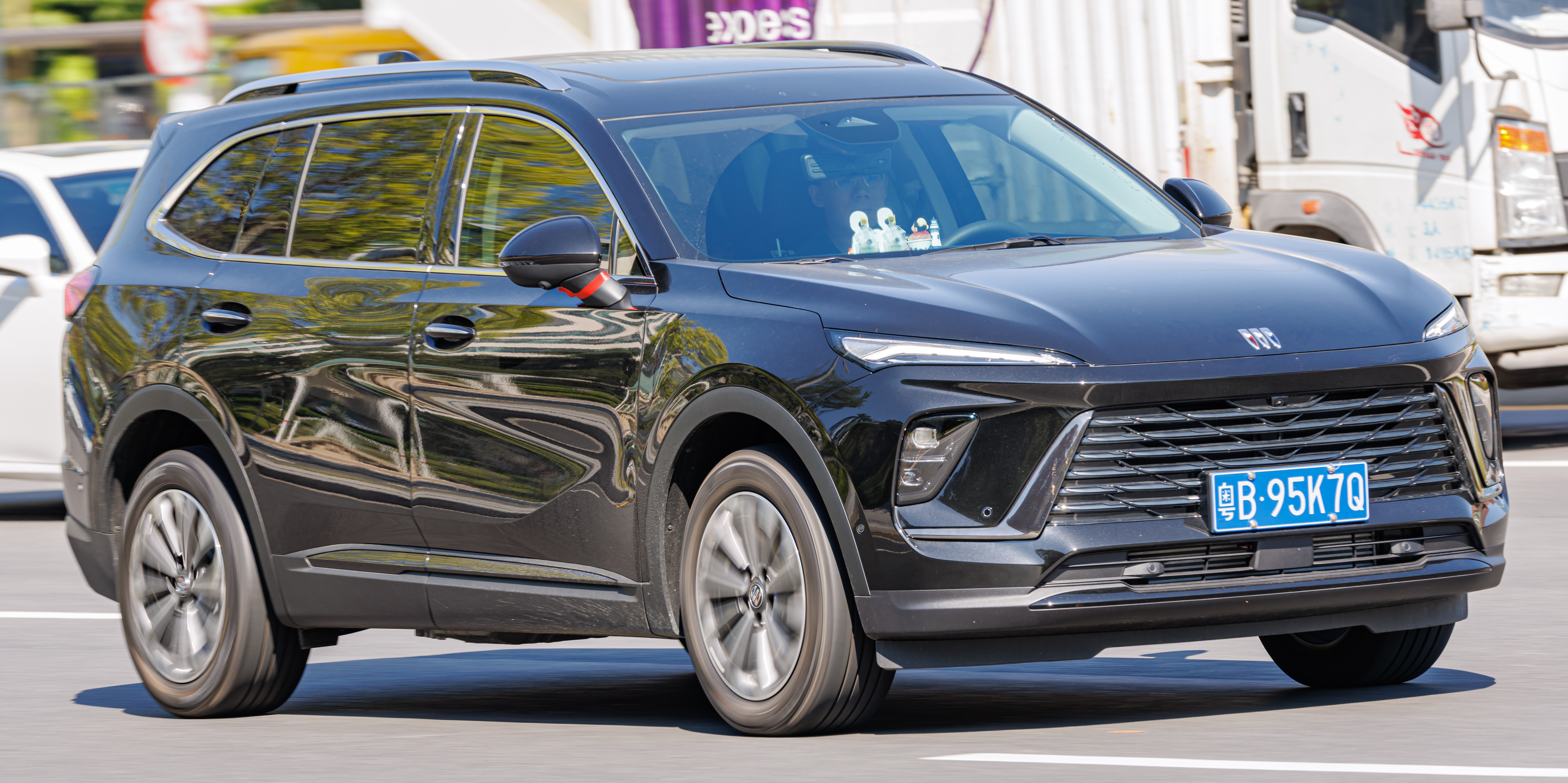
Buick Envision Plus (seit 2024)
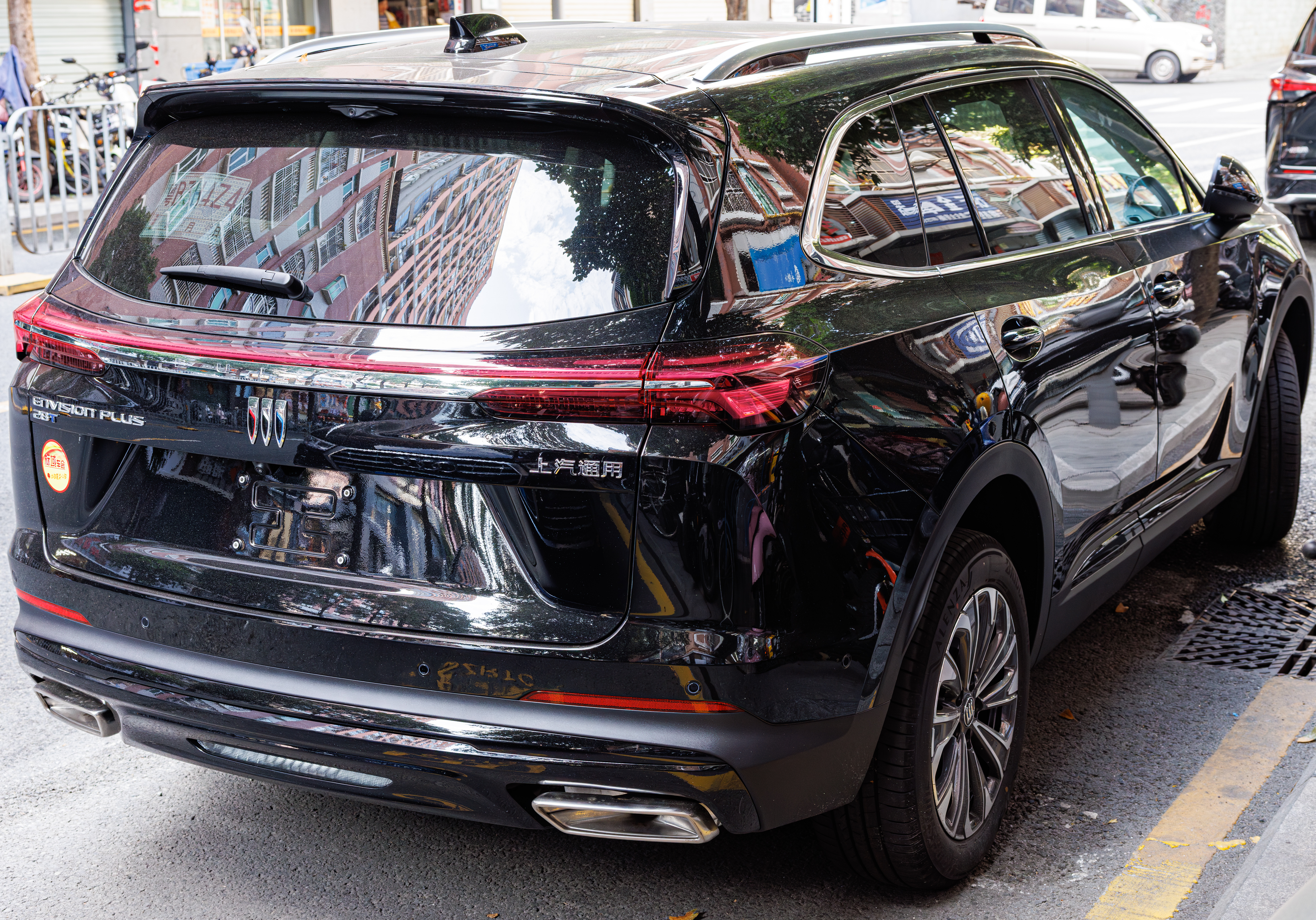
Heckansicht
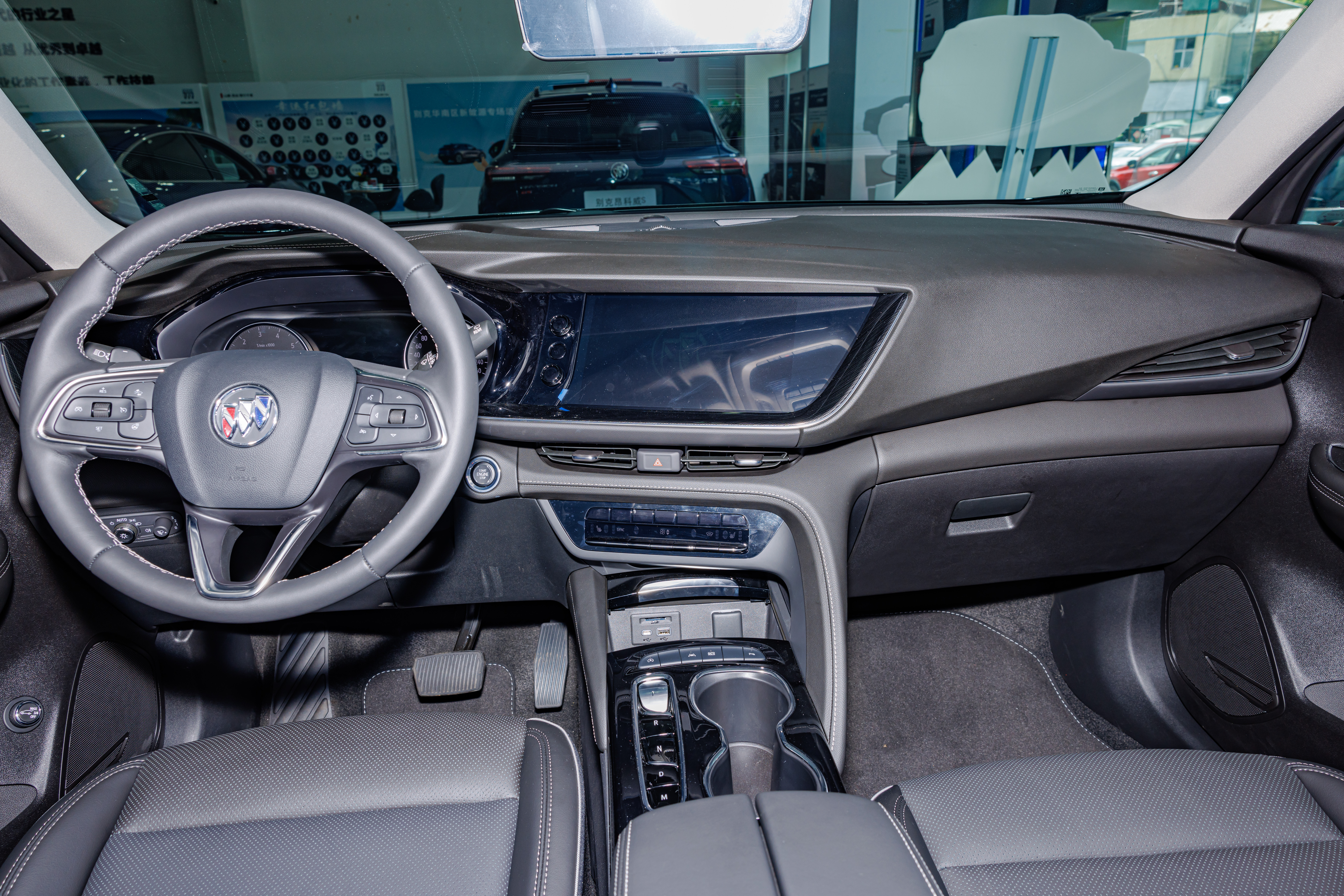
Innenansicht

## Technische Daten
Angetrieben wurde der Envision Plus zunächst von einem aufgeladenen 2,0-Liter-Ottomotor mit 174 kW (237 PS). Im Oktober 2021 folgte ein aufgeladener 1,5-Liter-Ottomotor mit 155 kW (211 PS). Serienmäßig hat er Vorderradantrieb, nur die höchste Ausstattungsvariante Avenir ist mit Allradantrieb erhältlich.
|                                            | 552T 48V                   | 652T 48V                          |
| ------------------------------------------ | -------------------------- | --------------------------------- |
| Bauzeitraum                                | 10/2021–11/2024            | seit 06/2021                      |
| Motorkenndaten                             |                            |                                   |
| Motorart                                   | Ottomotor                  | Ottomotor                         |
| Motorbauart                                | Reihen-Vierzylinder        | Reihen-Vierzylinder               |
| Motoraufladung                             | Turbolader                 | Turbolader                        |
| Hubraum                                    | 1498 cm³                   | 1998 cm³                          |
| max. Leistung bei min−1                    | 155 kW (211 PS) / 5500     | 174 kW (237 PS) / 5000            |
| max. Drehmoment bei min−1                  | 270 Nm / 1750–4500         | 350 Nm / 1500–4000                |
| Kraftübertragung                           |                            |                                   |
| Antrieb, serienmäßig                       | Vorderradantrieb           | Vorderradantrieb                  |
| Antrieb, optional                          | —                          | (Allradantrieb)                   |
| Getriebe                                   | 9-Stufen-Automatikgetriebe | 9-Stufen-Automatikgetriebe        |
| Messwerte                                  |                            |                                   |
| Höchstgeschwindigkeit                      | 205 km/h                   | 210 km/h (210 km/h)               |
| Beschleunigung, 0–100 km/h                 | 8,6 s                      | 8,0–8,5 s (8,4–8,7 s)             |
| Kraftstoffverbrauch auf 100 km, kombiniert | 7,3 l Super                | 7,4–7,5 l Super (7,7–7,8 l Super) |
| Tankinhalt                                 | 68 l                       | 68 l                              |

- Werte in runden Klammern gelten für Fahrzeuge mit optionalem Antrieb.